# Пшиляскі (Любуське воєводство)
Пшиляскі (пол. Przylaski, нім. Reinshain) — село в Польщі, у гміні Бжезьниця Жаґанського повіту Любуського воєводства.
Населення — 235 осіб (2011).
У 1975-1998 роках село належало до Зеленогурського воєводства.

## Демографія
Демографічна структура станом на 31 березня 2011 року:
|          | Загалом | Допрацездатний вік | Працездатний вік | Постпрацездатний вік |
| -------- | ------- | ------------------ | ---------------- | -------------------- |
| Чоловіки | 122     | 24                 | 82               | 16                   |
| Жінки    | 113     | 20                 | 64               | 29                   |
| Разом    | 235     | 44                 | 146              | 45                   |